# The Alarm
The Alarm es una banda de rock formada en Rhyl,  Norte de Gales, a principios de los años 1980.

## Historia
Sus antecedentes provienen de una banda de Punk llamada The Toilets, formada en 1977 por Mike Peters (voz, guitarra y armónica), David Sharp (guitarra), Eddie Macdonald (bajo) y Nigel Twist (batería). Tras cambiar su nombre por el de Alarm Alarm, en 1981 deciden llamarse definitivamente The Alarm. Tras mudarse a Londres, comenzaron a darse a conocer en esa ciudad, compartiendo escenario con bandas como The Fall. En una de sus actuaciones, fueron vistos por Ian Wilson (en aquel entonces agente de U2) quien quedó impresionado por la banda, convirtiéndose poco después en su mánager. Por ello, fueron varias las actuaciones que compartieron durante esta época con el cuarteto irlandés.
En junio de 1983, se editó su primer EP "The Alarm" con I.R.S. Records, mientras compartían la gira de promoción del disco "War" de U2. Más adelante, también actuarían como banda de soporte para The Police en varias ocasiones. El primer disco oficial de la banda fue "Declaration", editado en 1984 bajo la producción de Alan Shacklock. Este disco los encumbró al éxito, llegando al número 6 del UK Albums Chart, con temas como "Marching on", "68 guns", "Blaze of glory" y "The stand".
Su segundo disco fue "Strength" fue lanzado en 1985 con Mike Howlett como productor. Destacan en este álbum, "Strength", "Spirit of '76", "Absolute reality" y "Only the thunder". Tras dos años de silencio, The Alarm editaría en 1987 "Eye of the Hurricane", su tercer trabajo con I.R.S. Records, bajo la producción de John Porter. Este disco no llegó a alcanzar el éxito de ventas esperado, tan sólo se ubicó en el puesto 37 del UK Albums Chart y en el 77 del Billboard 200 Chart, a pesar de incluir varios de los temas más emblemáticos de la banda como "Rain in the summertime" (puesto 18 del UK Singles Chart), "Rescue me". "Presence of Love" y "Shelter".
En 1989, se editó su cuarto disco llamado "Change", que tuvo una versión en idioma galés llamada "Newid", seguido por "Raw", lanzado en 1991, que contenía una versión de "Rockin' in the free world", de Neil Young. Tras este disco, Mike Peters anunció durante un concierto en Brixton Academy que dejaba la banda, lo que sorprendió a sus compañeros y al público asistente, poniendo fin a la historia de la banda con su formación original.
En el año 2000, se editó una caja recopilatoria con todos los discos editados por The Alarm, tras lo cual Peters decidió salir de gira usando el nombre de la banda, pero con nuevos integrantes, cambiando repetidas veces de miembros desde entonces, además de continuar editando discos bajo el nombre de The Alarm MM++.
En 2005 Peters fue diagnosticado de leucemia y fundó una asociación de lucha contra el cáncer llamada Love Hope Strength. En 2007 participa en una marcha, junto a otros 38 músicos supervivientes de cáncer, durante 14 días hasta el campamento base del Everest donde realizaron una actuación, el concierto a mayor altitud jamás realizado, con el objetivo de recaudar fondos para la lucha contra el cáncer.

## Discografía
- The Stand (EP - 1983)
- Declaration (LP - 1984)
- Strength (LP - 1985)
- Eye of the Hurricane (LP - 1987)
- Electric Folklore (EP live - 1988)
- Change (LP - 1989)
- Standars(LP - 1990)
- Raw (LP 1991)
- In The Poppy Fields (2004)
- Under Attack (2006 como The Alarm MMVI)
- Guerilla Tactics (2008, como The Alarm MMVIII)
- Direct Action (2010)